# ديفيد بيرين
ديفيد بيرين (بالإنجليزية: David Perrin)‏ هو سياسي أسترالي، ولد في 29 مارس 1944 في غيلونغ في أستراليا. انتخب عضو الجمعية التشريعية فيكتوريا.